# Kat Von D
Kat Von D, egentligen Katherine von Drachenberg, född 8 mars 1982 i Monterrey, Nuevo León, Mexiko, är en amerikansk tatuerare som bland annat medverkat i tv-programmet Miami Ink. von Drachenberg lämnade programmet (efter att ha blivit avskedad på grund av samarbetssvårigheter med Ami James) och startade en egen studio i Los Angeles, under namnet High voltage tattoo, som i tv-programformat kallas LA Ink.
Då von Drachenberg var fyra år gammal flyttade hennes familj till Colton i Kalifornien. Hennes far har rötter från Tyskland och hennes mor från Chile, men båda hennes föräldrar är födda i Argentina. von Drachenberg talar därför både spanska och engelska flytande.
von Drachenberg gjorde sin första tatuering när hon var 14 år. Tatueringen föreställde en logo av The Misfits, och hon upptäckte då att hon hade talang för att tatuera. 1998 började hon sin första professionella anställning som tatuerare, på Sin City Tattoo. Hon fick sin framgång i tv-programmet Miami Ink då hon blev en tv-personlighet. Under 2007 öppnade hon sin egen tatueringsstudio som också blev en tv-show, med premiär i USA den 7 augusti 2007. 
14 december 2007 satte hon världsrekord genom att göra 400 tatueringar på 24 timmar.
von Drachenberg har tatuerat kändisar som till exempel Billie Joe Armstrong, Bam Margera, Ville Valo och Steve-O (som hon även är god vän med), Frank Iero, Jeffree Star, Lemmy Kilmister i Motörhead, The Mars Volta, The Misfits, Jenna Jameson, Kerry King, Nikki Sixx, Matt Skiba och Eddie Bravo. 
I mars 2009 gav hon ut självbiografin "High Voltage Tattoo". Boken gick in på plats 5 på NY Times lista över bäst säljande böcker. I september 2010 gavs boken ut på svenska. I december 2012 förlovade hon sig med den kanadensiske musikproducenten Deadmau5. Paret separerade i juni följande år.